# 圣若望宗徒堂 (威尼斯)

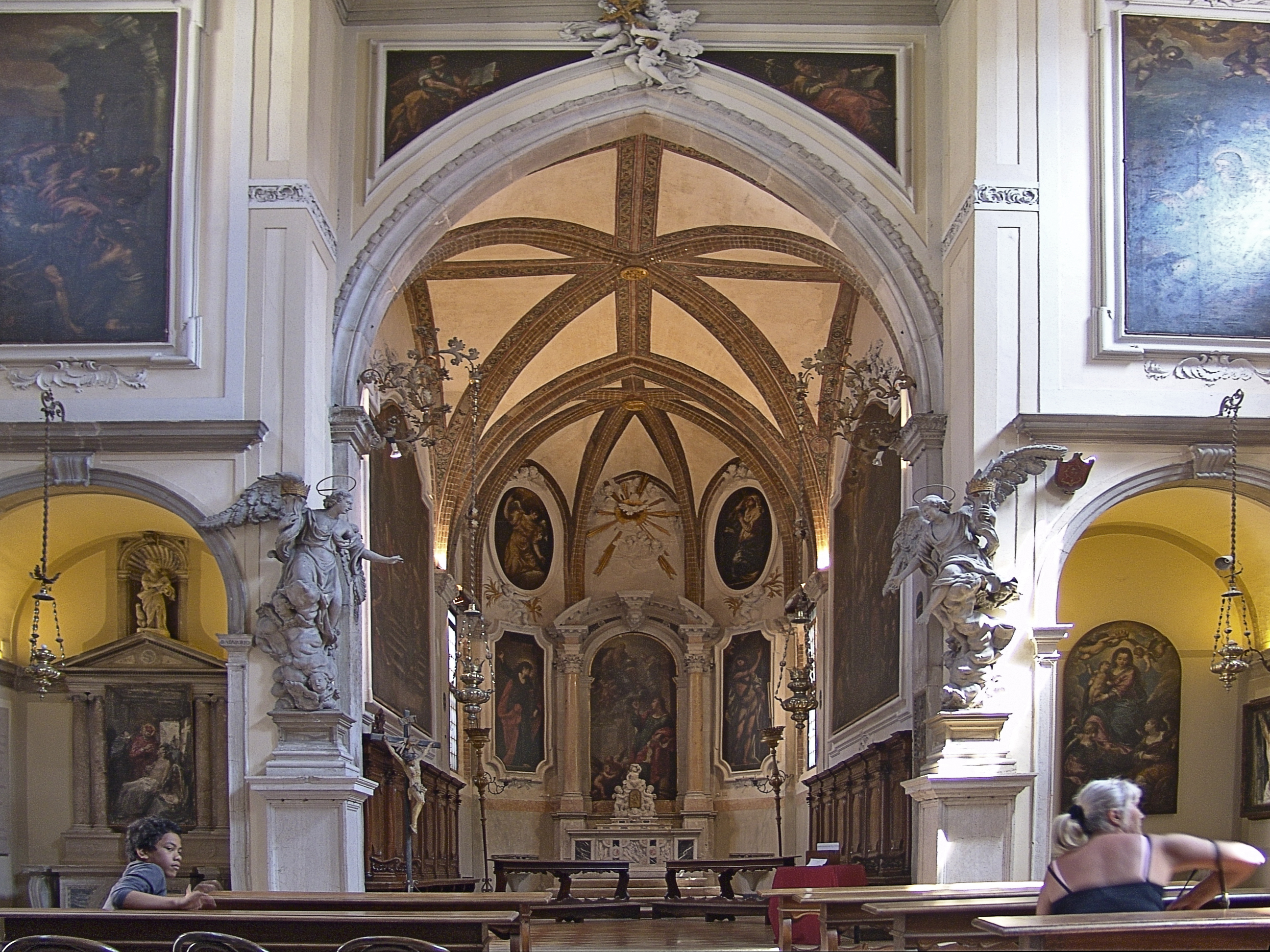

圣若望宗徒堂（San Giovanni Evangelista）是一座15世纪宗教建筑，位于意大利威尼斯的圣保罗区。 它位于圣若望大会馆（Scuola Grande di San Giovanni Evangelista）的一个庭院的对面，圣洛克大会馆（Scuola Grande di San Rocco）附近。教堂在周一至周五上午9点30分至12点30分期间接待游客。

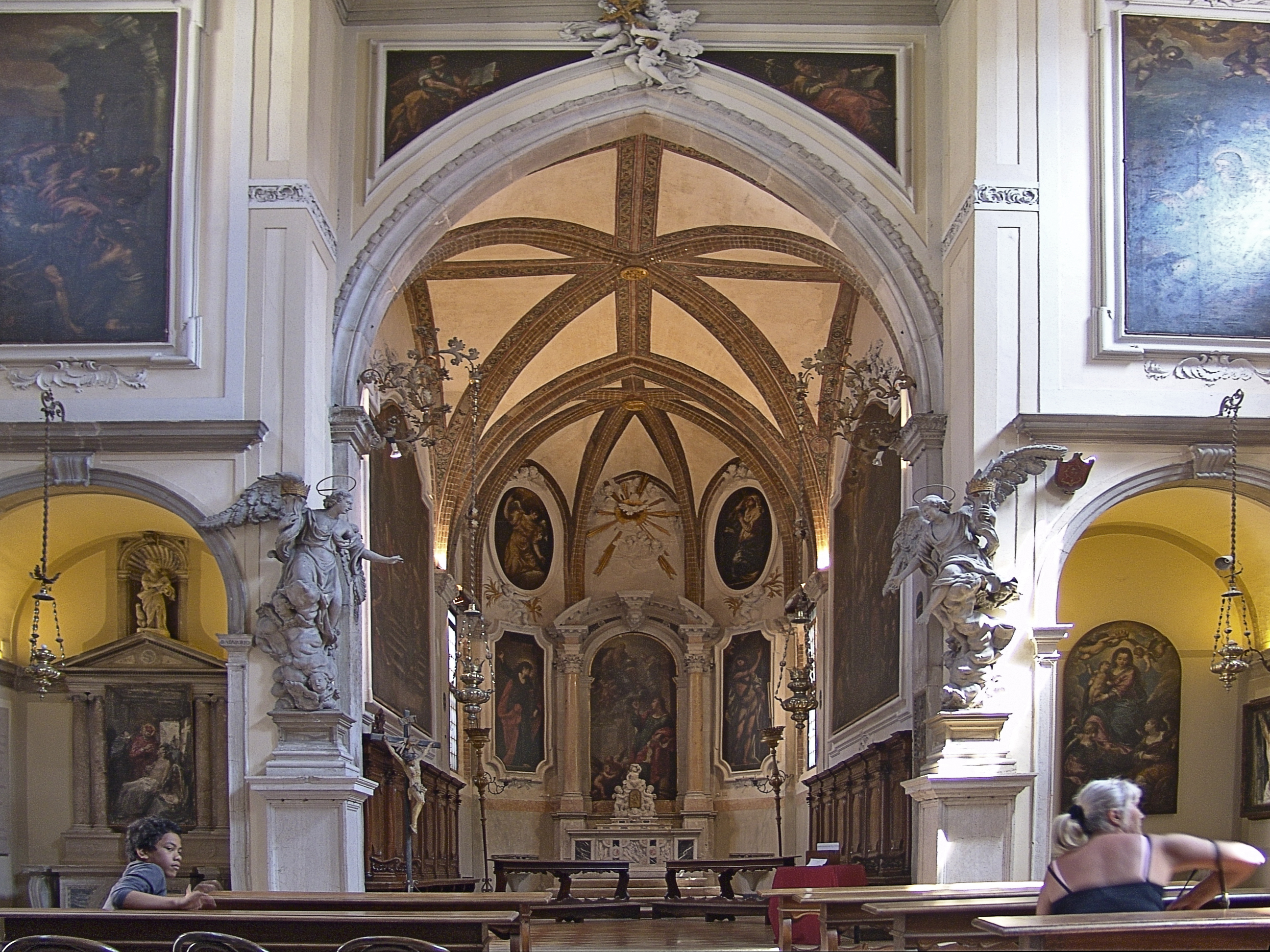
內部視圖
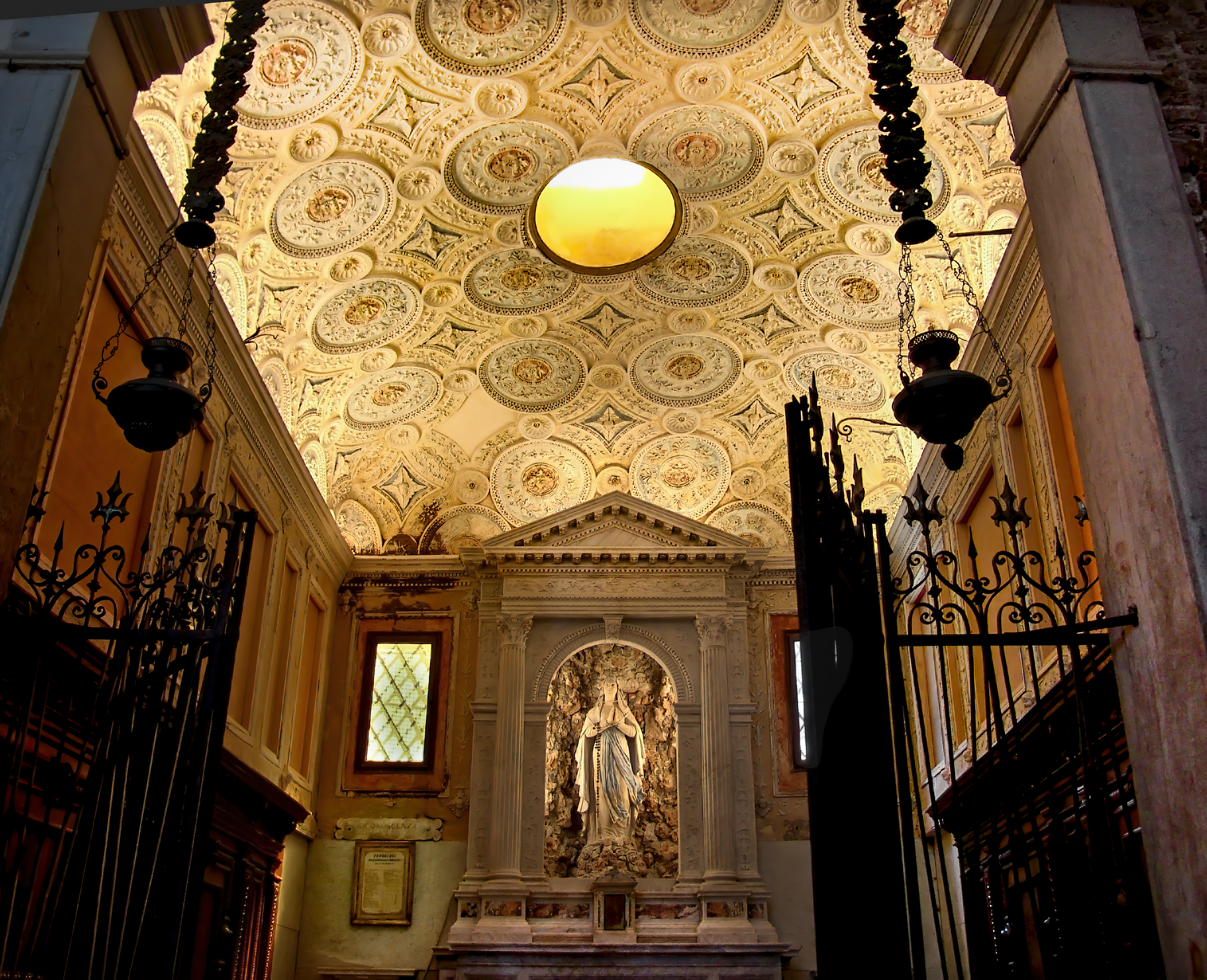
聖母教堂
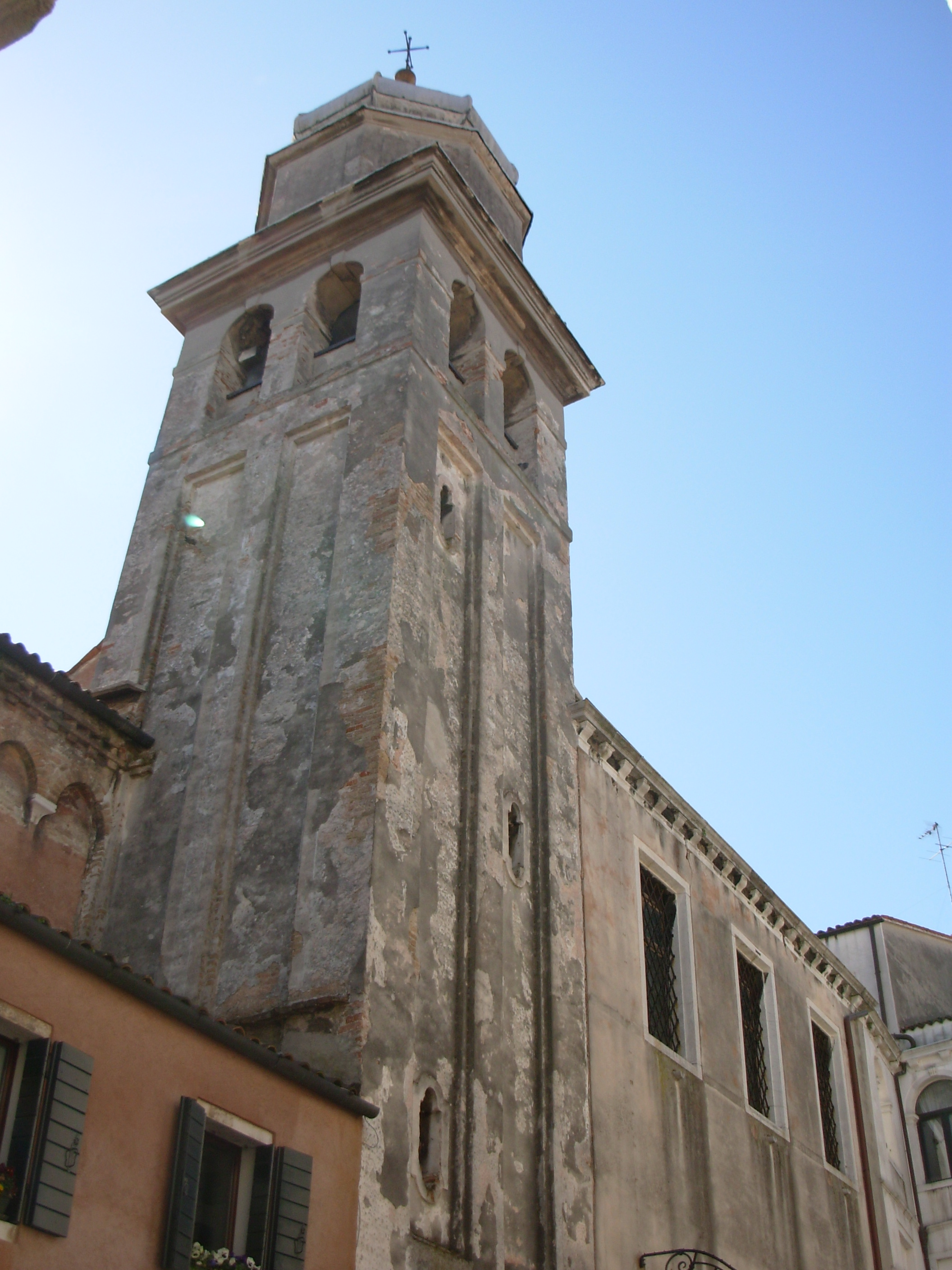
鐘樓

## 历史
教堂的建筑分三个阶段进行，第一阶段在1425年。重建工程于1645年进行，最近又进行了修复地震破坏。
该堂历史上由一系列壁画装饰，主题包括圣经题材和古典题材。其中一些艺术品已被移走，在国际博物馆或学术研究中展出。